# Xiaomi SU7
Xiaomi SU7 – elektryczny samochód osobowy klasy wyższej produkowany przez chińskie przedsiębiorstwo Xiaomi Automobile od 2023 roku.

## Historia i opis modelu

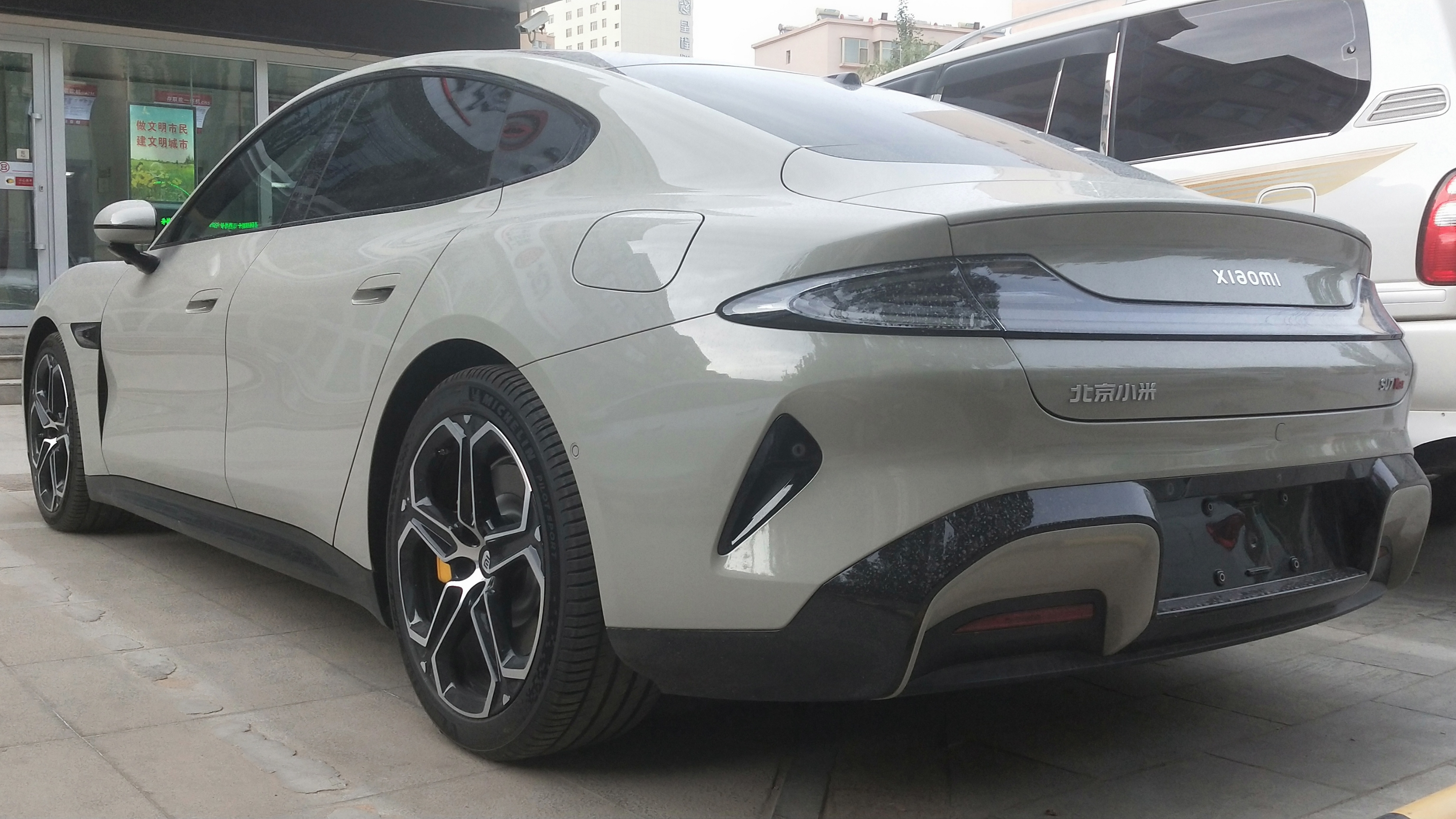
Xiaomi SU7 - tył

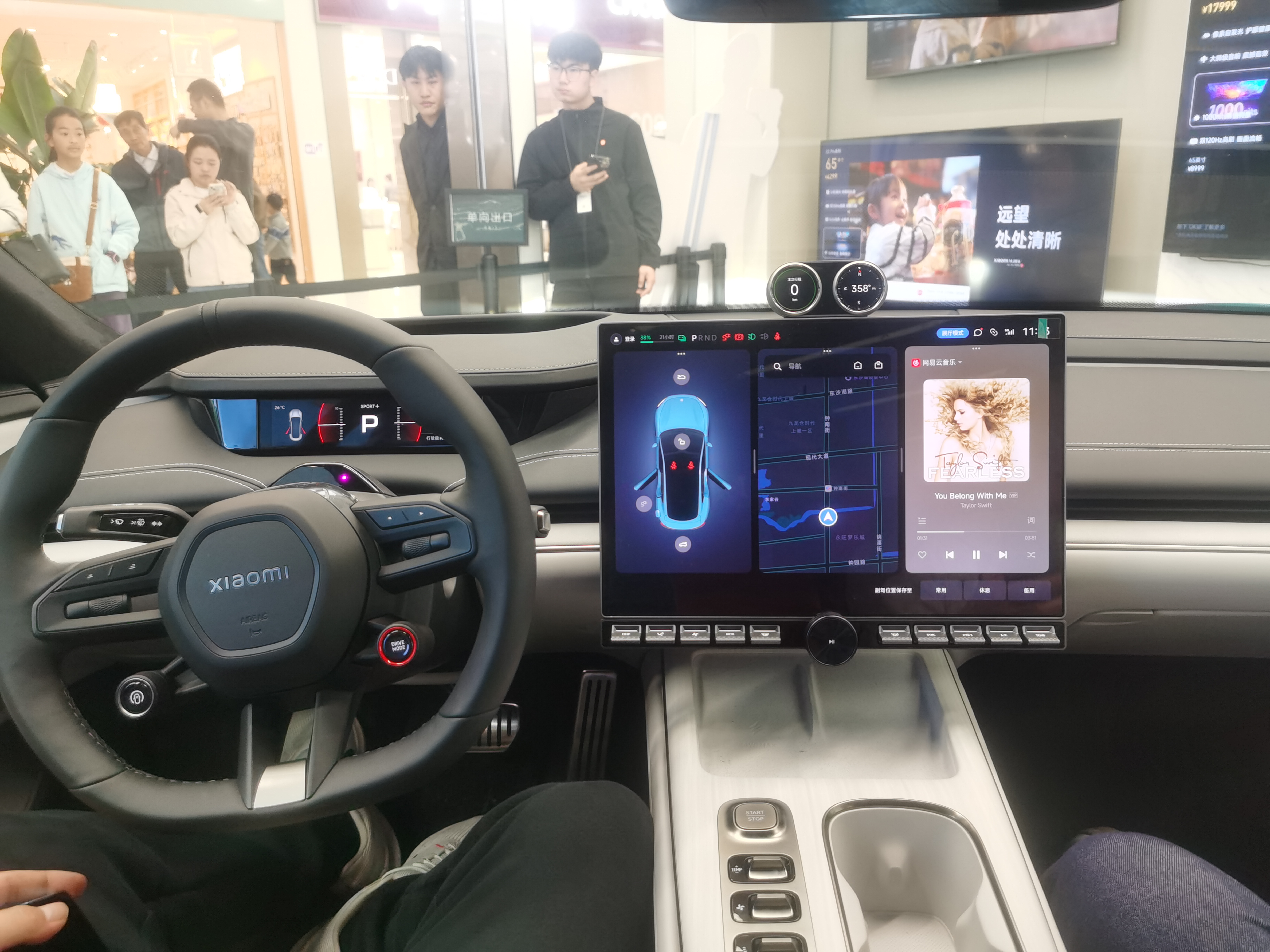
Xiaomi SU7 - kokpit

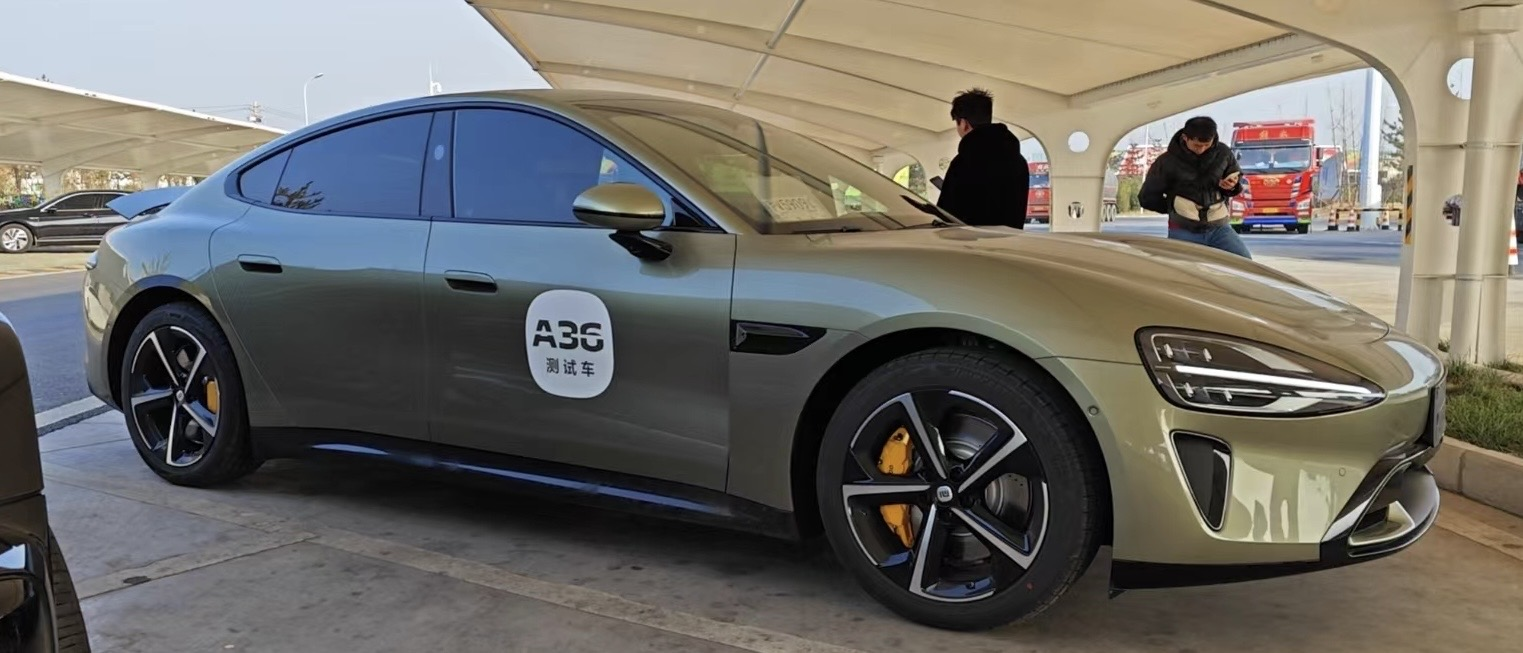
Przedprodukcyjne Xiaomi SU7 (2023)

W styczniu 2023 opublikowano informacje na temat projektu pierwszego w historii samochodu marki Xiaomi, nad którym prace we wrześniu 2021 zainaugorował oddział Xiaomi Automobile. W internecie znalazły się wówczas amatorskie zdjęcia monitora, na którym znalazły się grafiki ukazujące sylwetkę pojazdu rozwijanego wówczas pod kryptonimem Xiaomi MS11. W lutym tego samego roku sfotografowano pierwsze głęboko zamaskowane przedprodukcyjne prototypy, których intensywne testy trwały przez pozostałe miesiące 2023 aż do premiery. Wbrew wcześniejszym spekulacjom, samochód nie otrzymał nazwy Xiaomi Modena, lecz Xiaomi SU7. Oficjalna prezentacja samochodu miała miejsce w ostatnim tygodniu grudnia 2023. Xiaomi określiło swój pojazd jako głównego konkurenta Porsche Taycan pod kątem osiągów i wrażeń z jazdy oraz Teslę Model S pod kątem zaawansowania technologii.
Pod kątem stylistyki Xiaomi SU7 utrzymane zostało w estetyce opartej na smukłych proporcjach, z charakterystycznymi dwusegmentowymi reflektorami, a także szpiczastym przodem, muskularnymi nadkolami oraz zadartym tyłem. W klapie bagażnika ukryto chowany spojler, a samo SU7 jest 5-osobowym, 4-drzwiowym sedanem. Za projekt stylistyczny odpowiedzialny był autor stylizacji BMW iX, Li Tianyuan.
Xiaomi SU7 wyposażono w rozbudowany system półautonomicznej jazdy, który wspierają zewnętrzne radary i kamery na czele z czujnikiem LiDAR znajdującym się na krawędzi przedniej szyby. Zcyfryzowana kabina pasażerska zyskała dwa wyświetlacze pełniące funkcje zegarów (7,1 cala) oraz centralnego systemu multimedialnego (16,1 cala w rozdzielczości 3K), z czego ten ostatni wykorzystuje autorski system Xiaomi HyperOS. Na trójramiennym kole kierownicy znalazły się dwa okrągłe dodatkowe przyciski funkcyjne. Na słupkach przy drzwiach kierowcy i pasażera wykorzystano opcjonalny system rozponawania twarzy.
Jeszcze przed rozpoczęciem dostaw pierwszych sztuk do nabywców, SU7 zyskało kosmetyczne zmiany w odpowiedzi na opinie zgłaszane przez pierwszych klientów. Charakterystyczny napis "Xiaomi" na klapie bagażnika został znacznie zmniejszony, standardowy rozmiar alufelg zwiększono z 20 do 21 cali, a do tego do listy opcjonalnych elementów wyposażenia dodano karbonowe wykończenie detali nadwozia.

### SU7 Ultra

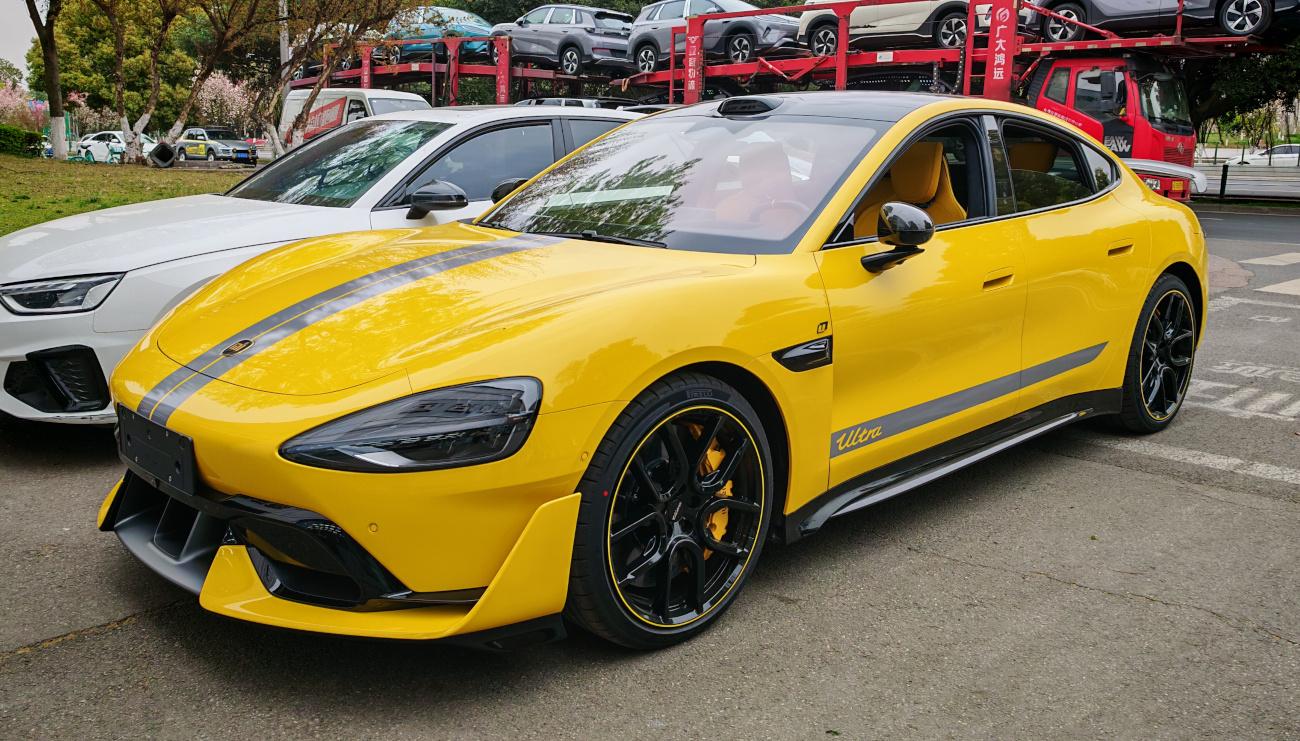
Xiaomi SU7 Ultra

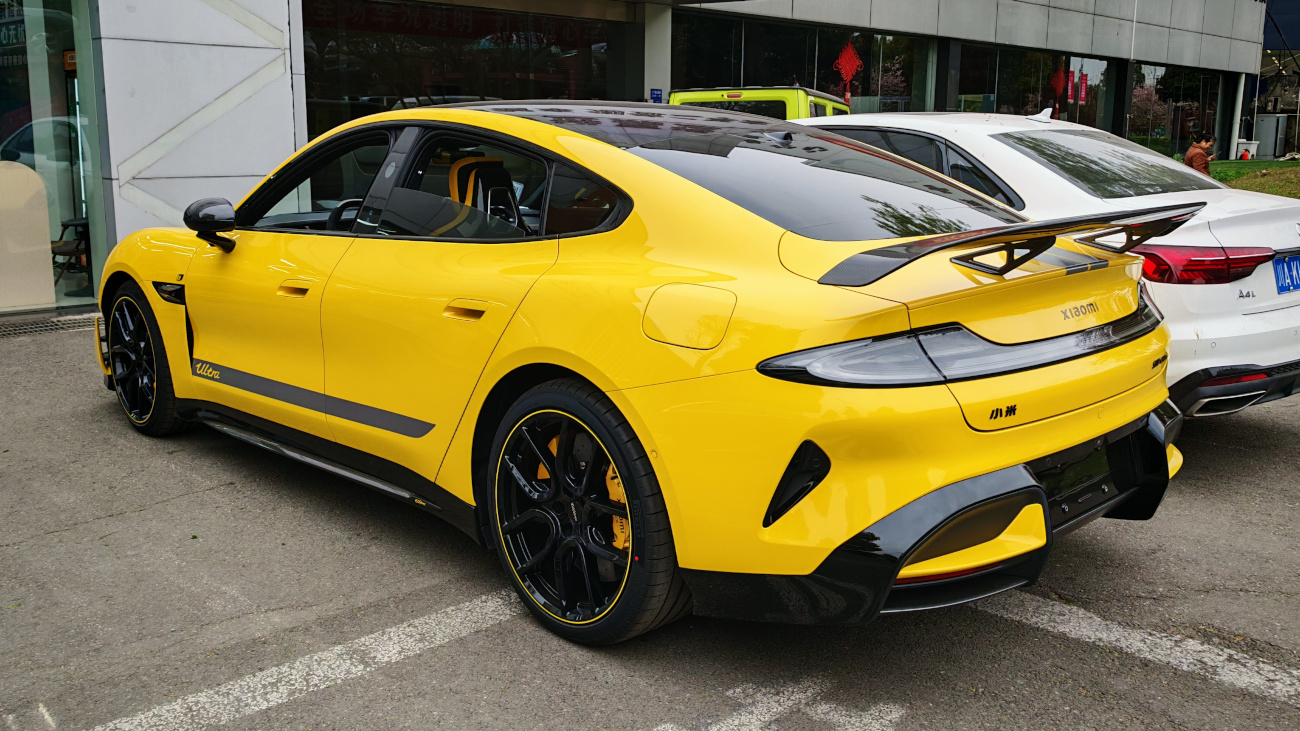
Xiaomi SU7 Ultra - tył

Po premierze prototypu w lipcu 2024, pod koniec października tego samego roku zaprezentowana została seryjna, wyczynowa odmiana SU7 Ultra. Zyskała głębokie modyfikacje wizualne i techniczne: zewnątrz wprowadzono rozbudowane wloty powietrza w masce i zderzaku, nakładki na progi i zderzaki, obszerny spojler tylny oraz dyfuzor, a także obniżone zawieszenie wraz z niskim profilem opon. Układ napędowy rozwinął moc 1527 KM i 27 200 Nm maksymalnego momentu obrotowego, osiągając 100 km/h w 1,97 sekundy i rozpędzając się do 350 km/h, co zostało uzyskane podczas testów przedprodukcyjnych na niemieckim torze Nürburgring.

### Sprzedaż
W sierpniu 2023 Xiaomi Automobile uzyskało zgodę od chińskich organów na produkcję SU7, z kolei w listopadzie tego samego roku ujawniono, że parterem w produkcji elektrycznej limuzyny został rodzimy BAIC Motor. Wbrew wcześniejszym założeniom, produkcja pierwszego samochodu Xiaomi rozpoczęła się nie na początku 2024 roku, lecz szybciej, w ostatnich dniach grudnia 2023 –  wyłącznie na potrzeby wewnętrznego rynku chińskiego. Inauguracja działalności pierwszych punktów sprzedaży miała miejsce pod koniec marca 2024, kiedy też opublikowano oczekiwany od momentu grudniowej prezentacji cennik oraz pełną specyfikację techniczną. Najtańszy wariant Xiaomi SU7 Standard wyceniono na 215 900 juanów, Pro na 245 900 juanów, a topowy Max - na 299 900 juanów. Premiera samochodu wywołała duże zainteresowanie - ciągu pierwszej doby zebrano nowych 50 tysięcy zamówień, a dwa dni później liczba ta wzrosła do 88 898 i doprowadziła do wyczerpania puli produkcyjnej przewidzianej na cały 2024 rok. Dostawy rozpoczęto w kwietniu, a chętni na przeprowadzenie jazdy testowej SU7 w ciągu pierwszych dni po debiucie gotowi byli czekać w wielogodzinnych kolejkach do późnych godzin nocnych. Dostawy pierwszych egzemplarzy rozpoczęły się w drugiej połowie kwietnia 2024, kiedy to firma potwierdziła też, że otrzymała wówczas 100 tysięcy zamówień - 5-krotnie więcej niż pierwotne założenia.

### Dane techniczne
Xiaomi SU7 to samochód w pełni elektryczny, którego specyfikacja napędowa została uzależniona od trzech wersji. Podstawowa "Standard" i środkowa "Pro" zyskała jeden silnik przenoszący moc na tylną oś o mocy 295 KM, a także kolejno akumulator litowo-żelazowo-fosforanowy (LFP) dostarczony przez firmę BYD Company i litowo-jonowy firmy CATL. Topowa, dwusilnikowa rozwijają moc 660 KM i otrzymała akumulator niklowo-manganowo-kobaltowy (NMC) firmy CATL. Producent przewidział trzy pojemności akumulatorów: 73,6 kWh oferujący ok. 668 kilometrów zasięgu w cyklu mieszanym CLTC, 94,3 kWh z 830 kilometrów zasięgu CLTC oraz 101 kWh pozwalający na przejechanie maksymalnie 800 kilometrów.